# Giovanni Trentarossi
Giovanni Trentarossi (Gorla, 14 novembre 1899 – Milano, 13 ottobre 1977) è stato un ciclista su strada italiano.
Professionista tra il 1921 e il 1927.

## Carriera
Corse per la Bianchi, la Berettini, la Ganna e la Maino, oltre che come isolato. Vinse due corse tra il 1922 e il 1923, tra cui il Giro dell'Umbria nel 1923. Partecipò ad alcune edizioni del Giro d'Italia negli anni 1920, classificandosi nono nel 1923 e nel 1925.

## Vita privata
Dopo la carriera sportiva divenne proprietario di un bar in viale Monza a Milano, chiamato "la Bottiglieria da Trentarossi Giovanni". Una delle figlie, Giuditta, è una dei cinque sopravvissuti alla strage di Gorla.

## Palmarès
- 1922 (Bianchi, una vittoria)

Giro del Penice
- 1923 (Berrettini-Monza, una vittoria)

Giro dell'Umbria

## Piazzamenti

### Grandi giri
- Giro d'Italia

1923: 9º
1924: ritirato
1925: 9º
1927: 13º

### Classiche
- Milano-Sanremo

1921: 14º
1922: 15º
1923: 11º
1924: 15º
- Giro di Lombardia

1923: 11º
1924: 23º
1925: 21º